# Championnat de Bosnie-Herzégovine féminin de basket-ball
Le championnat de Bosnie-Herzégovine féminin de basket-ball est une compétition de basket-ball qui représente en Bosnie-Herzégovine le sommet de la hiérarchie du basket-ball féminin. Elle est organisée par la Fédération de Bosnie-Herzégovine de basket-ball. 
Le championnat de Bosnie-Herzégovine de basket-ball existe depuis 1998.

## Historique
Avant 1998, il y avait 3 championnats distincts, séparant les différentes ethnies du pays. Depuis lors, une poule unique existe.

## Palmarès
| Année     | Champion             |
| --------- | -------------------- |
| 1992-1993 | Pas de compétition   |
| 1993-1994 | Jedinstvo Tuzla      |
| 1994-1995 | Željezničar Sarajevo |
| 1995-1996 | Jedinstvo Tuzla      |
| 1996-1997 | Jedinstvo Tuzla      |
| 1997-1998 | Željezničar Sarajevo |
| 1998-1999 | Željezničar Sarajevo |
| 1999-2000 | Mladi Krajišnik      |
| 2000-2001 | Mladi Krajišnik      |
| 2001-2002 | Željezničar Sarajevo |
| 2002-2003 | Željezničar Sarajevo |
| 2003-2004 | Željezničar Sarajevo |
| 2004-2005 | Željezničar Sarajevo |
| 2005-2006 | Željezničar Sarajevo |
| 2006-2007 | Željezničar Sarajevo |
| 2007-2008 | Željezničar Sarajevo |
| 2008-2009 | Željezničar Sarajevo |
| 2009-2010 | Željezničar Sarajevo |
| 2010-2011 | Željezničar Sarajevo |
| 2011-2012 | Čelik Zenica         |
| 2012-2013 | Mladi Krajišnik      |
| 2013–2014 | Čelik Zenica         |
| 2014–2015 | Čelik Zenica         |
| 2015–2016 | Play Off Sarajevo    |
| 2016–2017 | Play Off Sarajevo    |
| 2017-2018 | RMU Banovići         |
| 2018–2019 | RMU Banovići         |

## Bilan par club
| Club                 | Titres | Saisons                                                                      |
| -------------------- | ------ | ---------------------------------------------------------------------------- |
| Željezničar Sarajevo | 13     | 1995, 1998, 1999, 2002, 2003, 2004, 2005, 2006, 2007, 2008, 2009, 2010, 2011 |
| Jedinstvo Tuzla      | 3      | 1994, 1996, 1997                                                             |
| Mladi Krajišnik      | 3      | 2000, 2001, 2013                                                             |
| Čelik Zenica         | 3      | 2012, 2014, 2015                                                             |
| Play Off Sarajevo    | 2      | 2016, 2017                                                                   |
| RMU Banovići         | 2      | 2018, 2019                                                                   |

### Ligues régionales
La ligue KSBiH, organisée par la fédération était la seule reconnue par la FIBA Europe, avant 1998.
| Année | Vainqueur               |
| ----- | ----------------------- |
| 1994  | ŽKK Jedinstvo Tuzla     |
| 1995  | Cenex Sarajevo          |
| 1996  | ŽKK Jedinstvo Tuzla     |
| 1997  | ŽKK Jedinstvo Tuzla     |
| 1998  | KK Željezničar Sarajevo |
| 1999  | KK Željezničar Sarajevo |
| 2000  | KK Željezničar Sarajevo |
| 2001  | KK Željezničar Sarajevo |
| 2002  | KK Željezničar Sarajevo |

| Année | Vainqueur           |
| ----- | ------------------- |
| 1993  | non disputé         |
| 1994  | non disputé         |
| 1995  | non disputé         |
| 1996  | non disputé         |
| 1997  | non disputé         |
| 1998  | non disputé         |
| 1999  | non disputé         |
| 2000  | ŽKK Mladi Krajišnik |
| 2001  | ŽKK Mladi Krajišnik |
| 2002  | KK Bijeljina        |

| Année | Vainqueur                  |
| ----- | -------------------------- |
| 1997  | ?                          |
| 1998  | ?                          |
| 1999  | ?                          |
| 2000  | ŽKK Livno                  |
| 2001  | HŽKK Županjac Tomislavgrad |
| 2002  | HŽKK Županjac Tomislavgrad |